# Ustavodajna skupščina Italijanske republike
Ustavodajna skupščina Italijanske republike je bil zakonodajni organ, ki so ga državljani novonastale Republike Italije izvolili v referendumu z dne 2. junija 1946 za sestavo republiške ustave in je bil prva najvišja oblast v državi. Ustavodajna skupščina je delovala od 25.6.1946 do 31.1.1948, ko je predala oblast parlamentarcem Prve legislature.

## Zgodovina
Dne 2. junija 1946 so potekale v Italiji prve vsedržavne volitve po padcu fašizma. Volilno pravico so imeli vsi polnoletni (takrat vsaj 21 let stari) državljani obeh spolov, ki so morali izvršiti dvojno glasovanje. Prvo je bil referendum, ki naj bi določil bodočo politično obliko države, se pravi monarhijo ali republiko. Drugo glasovanje je bila volitev članov ustavodajne skupščine, ki naj bi vsekakor (bodisi v monarhiji kot v republiki) izoblikovala novo ustavo.
Izid referenduma je prikazal okoli 12.700.000 glasov za republiko in okoli 10.700.000 za monarhijo. Kralj Umberto II. Savojski, na prestolu komaj mesec dni, je že 13. junija z vso družino zapustil Italijo. Dne 18. junija je bila uradno proglašena Republika Italija.
Izvoljenih je bilo 556 predstavnikov šestnajstih glavnih strank. Od teh so požele največji uspeh Krščanska demokracija (Democrazia Cristiana DC) z 207 sedeži, Stranka socialnih proletarcev (Partito Socialista Italiano di Unità Proletaria PSIUP) s 115 sedeži in Komunistična partija (Partito Comunista Italiano PCI) s 104 sedeži. Na prvem zasedanju, ki mu je predsedoval Giuseppe Saragat, je bil izvoljen za začasnega državnega predsednika Enrico De Nicola, liberalec.
Dne 24. junija 2013 je preminul senator Emilio Colombo, poslednji udeleženec ustavodajne skupščine. 

## Pristojnosti
Glavna naloga ustavodajne skupščine je bila izoblikovanje nove ustave. Poleg tega je bila skupščina pristojna še za 
- glasovanje zaupnice vladi;
- odobritev državne bilance;
- sklepanje mednarodnih sporazumov.

Omembe vredno je, da je bila zakonodaja popolnoma prepuščena vladi, vendar le v teoriji, ker je vse važnejše zakone te dobe izdala skupščina sama.

## Sestava skupščine
Skladno s svojim mandatom, je skupščina najprej imenovala 75-člansko Komisijo za ustavo, ki je bila zadolžena izključno za oblikovanje nove ustave. Ta komisija se je razdelila v tri podkomisije, in sicer (a) pravice in dolžnosti državljanov, (b) formalna organizacija države in (c) ekonomska in socialna vprašanja. Poleg tega je bil imenovan 18članski organ za koordinacijo treh podkomisij in končno oblikovanje besedila.

## Odobritev ustave
Po predvidevanjih bi morala ustavodajna skupščina zaključiti mandat v osmih mesecih, po potrebi s podaljškom štirih mesecev. Izkazalo se je, da je bil dodeljeni čas prekratek in potrebna so bila še tri podaljšanja, skupno do konca januarja 1948. Komisije so predložile skupščini osnutek ustave v začetku leta 1947 in razprave so se potegnile skozi vse leto. Končna odobritev ustave je z dne 22. decembra in objava v Uradnem Listu (Gazzetta Ufficiale della Repubblica Italiana) je z dne 27. decembra 1947. Ustavodajna skupščina je zadnjič zasedala 31. januarja 1948. Saragat je ostal na predsedstvu do februarja 1947, ko ga je nasledil Umberto Terracini.

## Vlade
V tem obdobju so si sledile sledeče vlade:
- De Gasperi II.[1] (13.7.1946 - 28.1.1947): predsednik Alcide De Gasperi; notranji minister A. De Gasperi, nato Angelo Corsi; zunanji minister A. De Gasperi, nato Pietro Nenni;
- De Gasperi III. (2.2.1947 – 13.5.1947): predsednik A. De Gasperi, notranji minister Mario Scelba; zunanji minister Carlo Sforza;
- De Gasperi IV. (31.5.1947 – 23.5.1948): predsednik A. De Gasperi; notranji minister M. Scelba; zunanji minister C. Sforza.

## Opomba
1. ↑  Vlada De Gasperi I. je bila zadnja vlada Kraljevine Italije, v teku katere je bila izglasovana republika.